# Peter Joosten
Peter Joosten (n. 1944, Nijmegen⁠(d), Gelderland, Țările de Jos – d. ianuarie 2022, Rheden⁠(d), Gelderland, Țările de Jos), cunoscut și sub pseudomimul Peter Savary, a fost un cântăreț olandez.